# Leo Frankowski
Leo Frankowski (Detroit, 13 febbraio 1943 – Lake Elsinore, 25 dicembre 2008) è stato uno scrittore statunitense.

## Biografia
Frankowski è noto soprattutto per la sua serie Le avventure di Conrad Stargard (1986), una serie in cui un ingegnere del XX secolo viaggia indietro nel tempo nella Polonia del XIII secolo.
Nel 1987 Frankowski è stato nominato per il "John W. Campbell Award" come miglior nuovo scrittore di fantascienza.
Oltre che scrittore, era uno scienziato e ingegnere capo della ricerca elettro-ottica, ed ha ottenuto numerosi brevetti in strumentazione chimica ed ottica. Nella sua vita ha svolto molteplici attività oltre che nel campo chimico ed elettronico, fu anche giardiniere. Frankowski è stato un membro attivo di varie associazioni fra cui il MENSA, la Società per l'anacronismo creativo e molte altre nel campo della fantascienza.
Nei momenti liberi amava leggere, bere, giocare a scacchi, ballare e cucinare.
Frankowski ha dichiarato che la maggior parte dei suoi fan sono “maschi con un background militare e tecnico” e che i suoi detrattori sono “per lo più femministi, liberali e omosessuali”. Frankowski ha ammesso che chiunque si identifichi con queste ultime categorie difficilmente apprezzerà la sua narrativa.
Nella prefazione a Lord Conrad's Lady del 1990, Frankowski ha inserito un'osservazione scherzosa: “Qualsiasi sessismo e palese  maschilismo percepibile in quest'opera è totalmente colpa di Bill Gillmore, e tutte le lamentele dovrebbero essere indirizzate a lui presso la libreria Dawn Treader di Ann Arbor, Michigan”. 

## Romanzi pubblicati in italiano

### Alcuni dellaSerie Conrad Stargard
- 1993 - Le avventure di Conrad Stargard  (The Cross-Time Engineer, 1986);
- 1994 - Sir Conrad Cavaliere del tempo (High-Tech Knight, 1989);
- 1995 - L’armata degli eroi (The Radiant Warrior, 1989);
- 1996 - La valle del massacro (The Flying Warlord, 1989);
- 1996 - L’ultima crociata di Conrad Stargard (Lord’s Conrad Lady, 1990).